# 피투성
피투성(被投性, 독일어: Geworfenheit 게보어펜하이트[*])은 독일 철학자 마르틴 하이데거가 도입한 개념이다. 하이데거는 인간 개인의 존재는 세상에 "던져짐(투)" "당한(피)"것이라고 했다. 던져짐이란 현존재의 임의적이고 불가해한 성질로서, 과거와 현재를 연결시키는 무엇이다. 과거는 죽음으로 향하는 존재(Sein-zum-Tode)를 통해 현존재의 일부가 된다. 현존재의 임의성을 인지 내지 인식하는 것은 자신의 선택이 아닌 사회적 관습이나 의무성 따위에 의해 이미 결정된 고통과 좌절과 함께 현재에 "던져진" 상태로 특징지어진다. 행렬로서의 과거는 선택의 결과물이 아니지만 그렇다고 완전히 결정론적이지도 않으며 여기서 피투성의 개념이 결과로 나타난다. 피투성이란 인간 존재가 맞서 투쟁하게 되는 소외의 일종이며, 자유에 관하여 다음과 같은 역설적 질문을 낳게 된다.
투사물을 던진 사람은 그 역시 던져진 존재이다. 우리가 어떻게 이 자유를 해명할 수 있겠는가? 해명할 수 없다. 그것은 그저 사실이다. 유발되거나 기반한 것이 아니나 모든 유발과 기반의 환경이다.